# كيربي 64: ذا كريستال شاردز
كيربي 64: ذا كريستال شاردز (بالإنجليزية: Kirby 64: The Crystal Shards‎؛ باليابانية: 星のカービィ64‎، ‏هوشي نو كابي روكوجُويُون)، هي لعبة فيديو منصات من سلسلة كيربي طورتها هال لابوراتوري ونشرتها نينتندو على نينتندو 64، وصدرت في 2000.